# Tsuyoshi Yamaguchi (Politiker)

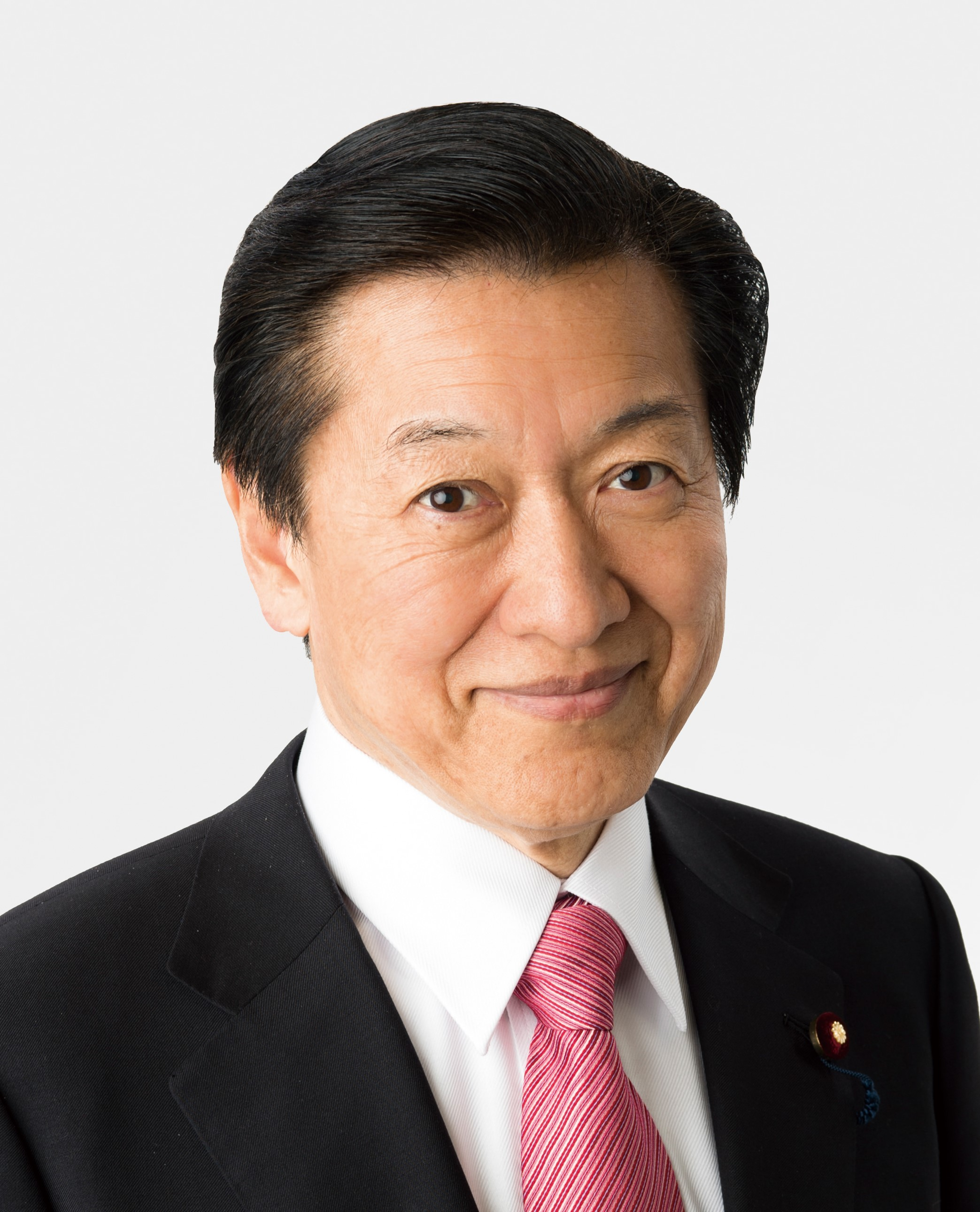
Tsuyoshi Yamaguchi

Tsuyoshi Yamaguchi (jap. 山口 壯 Yamaguchi Tsuyoshi; * 3. Oktober 1954 in Aioi, Präfektur Hyōgo) ist ein japanischer Politiker (Neue Fortschrittspartei → parteilos → Mushozoku no kai → Demokratische Partei → parteilos → Liberaldemokratische Partei) und Abgeordneter im Shūgiin, dem Unterhaus des nationalen Parlaments für den 12. Wahlkreis Hyōgo. Als Mitglied der Demokratischen Partei (Gemba-Gruppe) war er 2011 Staatssekretär im Kabinettsbüro sowie von 2011 bis 2012 im Außenministerium. 2015 schloss er sich der Liberaldemokratischen Partei (bis zur Auflösung Nikai-Faktion) an. Im ersten und zweiten Kabinett Kishida war er von 2021 bis 2022 Umweltminister.

## Leben
Yamaguchi absolvierte die rechtswissenschaftliche Fakultät der Universität Tokio. Er erwarb danach einen Doktorgrad an der Paul H. Nitze School of Advanced International Studies der Johns Hopkins University und wurde Beamter im Außenministerium, für das er unter anderem in der Volksrepublik China, in Pakistan, dem Vereinigten Königreich und in der Verteidigungsbehörde eingesetzt wurde.
Der Politik wandte sich Yamaguchi bei der Shūgiin-Wahl 1996 zu, als er im 12. Wahlkreis Hyōgo für die Neue Fortschrittspartei kandidierte, aber Saburō Kōmoto (LDP, der Sohn von Toshio Kōmoto) unterlag. Vier Jahre später, im Jahr 2000, kandidierte er als Unabhängiger erneut und konnte Kōmoto um rund 5000 Stimmen übertreffen. Er schloss sich später dem Mushozoku no Kai („Versammlung der Unabhängigen“) von Motoo Shiina und Masami Tanabu an, für das er aber 2003 seinen Wahlkreis erneut an Kōmoto verlor. 2005 kandidierte er dann für die Demokratische Partei, verlor zwar den Wahlkreis erneut, gewann aber über den Verhältniswahlblock Kinki ein Mandat, beim demokratischen Erdrutschsieg 2009 konnte er Kōmoto in seinem Wahlkreis klar schlagen. Bei der demokratischen Erdrutschniederlage 2012 verteidigte Yamaguchi seinen Sitz mit 44,2 Prozent der Stimmen und klarem Vorsprung auf seine drei Gegenkandidaten.
In der Demokratischen Partei war Yamaguchi 2006 im zweiten Schattenkabinett („nächstes Kabinett“) von Ichirō Ozawa Schattenaußenminister, später unter anderem Vizevorsitzender des politischen Forschungsrates. Im Juli 2011 wurde er zum Staatssekretär im Kabinettsbüro berufen, um den zum Minister beförderten Tatsuo Hirano im Kabinett Kan zu ersetzen. Von 2011 bis 2012 war er Staatssekretär im Außenministerium für das Kabinett Noda.
Im Dezember 2013 verließ Yamaguchi die Demokratische Partei und nahm zunächst parteilos als „Sondermitglied“ (tokubetsu kaiin) an Sitzungen der Nikai-Faktion der LDP teil. Die Demokratische Partei beantwortete sein Austrittsgesuch mit Parteiausschluss. Bei der Shūgiin-Wahl 2014 wurde er parteilos mit 47,6 Prozent der Stimmen gegen Shintarō Toida (ohne nationale Nominierung, aber mit Unterstützung des LDP-Präfekturverbands Hyōgo; der Sohn des früheren Abgeordneten Tōru Toida für den benachbarten Wahlkreis 11; 26,2 Prozent) und zwei weitere Kandidaten von Ishin no Tō und KPJ wiedergewählt. Wenige Wochen später trat er der LDP bei, und zwar zunächst dem Präfekturverband Wakayama seines Faktionsvorsitzenden Nikai – die LDP Hyōgo wehrte sich zunächst gegen die Aufnahme, erst ein Jahr später konnte Yamaguchi wechseln. Als LDP-Kandidat wurde er bei den Wahlen bis einschließlich 2024 wiedergewählt.
Yamaguchis Frau ist eine Nichte von Ex-Justizminister Shōzaburō Nakamura, Enkelin des Abgeordneten Yōichirō Nakamura und Urenkelin des Präsidenten von Kōshū Denryoku (später Teil von Tōkyō Denryoku) und Abgeordneten Kunizō Mori.